# Clocușna
Clocușna è un comune della Moldavia situato nel distretto di Ocnița di 2.502 abitanti al censimento del 2004